# Phakding
Phakding (auch bekannt als Phakdingma) ist ein Dorf in der Region Khumbu im Osten Nepals. Es liegt auf einer Höhe von etwa 2610 m am Fluss Dudhkoshi und ist typischerweise die erste Station nach Lukla auf dem Mount Everest Trek. Der Ort ist heute sehr touristisch geprägt und wird dominiert durch Restaurants und Guest Houses für Trekker. Im Dorf Phakding leben 550 Menschen, allesamt Sherpas und Anhänger des tibetischen Buddhismus.